# Faye Njie
Faye Alex Njie, (* 23. listopadu 1993 v Helsinkách, Finsko) je finský zápasník–judista, který od roku 2015 reprezentuje zemi svých předků Gambii.

## Sportovní kariéra
Narodil se do rodiny gambijských imigrantů ve Finsku. S judem začínal v rodných Helsinkách v klubu Helsingin Judosport. V mládí prošel juniorskými reprezentačními výběry Finska, ale v seniorském věku se neprosadil. Často doplácel na špatné financování finského juda, kdy museli s reprezentací zrušit tréninkové kempy v cizině.[zdroj?] V roce 2015 se dohodl s Gambijským olympijským výborem a stal se jediným reprezentantem této malé africké země. Finský olympijský výbor mu v přestupu nebránil. Do budoucna počítají s jeho návratem pod finské barvy jako se sportovcem s olympijskou zkušeností. V roce 2016 dosáhl na africkou kontinentální kvótu pro účast na olympijských hrách v Riu, kde vypadl v prvním kole.

## Výsledky
| Olympijské hry     |     |   |     | —   |     |   |    | úč. |  |  |  |  |  |  |  |  |  |  |  |  |  |  |  |  |  |
| Mistrovství světa  | —   | — | —   |     | —   | — | —  |     |  |  |  |  |  |  |  |  |  |  |  |  |  |  |  |  |  |
| Africké hry        |     |   | x   |     |     |   | 2. |     |  |  |  |  |  |  |  |  |  |  |  |  |  |  |  |  |  |
| Mistrovství Afriky | x   | x | x   | x   | x   | x | —  | 5.  |  |  |  |  |  |  |  |  |  |  |  |  |  |  |  |  |  |
| ME juniorů         | —   | — | úč. | úč. | úč. |   |    |     |  |  |  |  |  |  |  |  |  |  |  |  |  |  |  |  |  |
| ME dorostenců      | úč. |   |     |     |     |   |    |     |  |  |  |  |  |  |  |  |  |  |  |  |  |  |  |  |  |